# Flemming Povlsen
Flemming Søgaard Povlsen (Brabrand, 3 december 1966) is een Deens voormalig voetballer.

## Clubcarrière
Povlsen is een aanvaller. Zijn professionele carrière begon bij AGF Aarhus. In 1986 vertrekt hij naar het buitenland en gaat spelen voor Castilla CF, het reserveteam van Real Madrid. Na één jaar verhuist hij naar 1. FC Köln in Duitsland. Met Köln wordt Povlsen in het seizoen 88/89 vicelandskampioen. In het seizoen 89/90 wordt Povlsen door PSV aangetrokken. Hij speelt 29 wedstrijden en scoort daarin tien keer, ondanks de interne strijd met Wim Kieft en Romario, die samen met Povlsen moeten strijden om twee plaatsen in de basiself.
Na één jaar vertrekt Povlsen bij PSV en keert terug naar Duitsland, naar Borussia Dortmund. Hij speelt vijf jaar voor Borussia, maar moet in 1995 zijn carrière noodgedwongen opgeven vanwege enkele zware knieblessures. Na zijn actieve carrière was Povlsen onder andere technisch directeur bij FC Aarhus. Povlsen werd in 2005 assistent-trainer van AC Horsens.

## Interlandcarrière
Povlsen speelde 62 interlands, scoorde 21 keer en won met het Deense nationale elftal het EK 1992. Hij maakte zijn debuut op 3 juni 1987 in een EK-kwalificatiewedstrijd tegen Tsjechoslowakije (1-1) in Kopenhagen. Hij moest in dat duel na 67 minuten plaatsmaken voor Jesper Olsen.

## Erelijst
| Competitie                     | Aantal | Jaren   |     |     |
| PSV                            | PSV    | PSV     | PSV | PSV |
| ------------------------------ | ------ | ------- | --- | --- |
| KNVB beker                     | 1x     | 1989/90 |     |     |
| Borussia Dortmund              |        |         |     |     |
| Bundesliga                     | 1x     | 1994/95 |     |     |
| Denemarken                     |        |         |     |     |
| Europees kampioenschap voetbal | 1x     | 1992    |     |     |